# Nivelă cu laser
Nivela cu laser este un instrument utilizat îndeosebi în construcții și în lucrări publice. Există două tipuri diferite: aparat cu laser rotativ și aparat cu laser de aliniere.

## De la nivele cu bulă la nivele cu laser
Apariția nivelei cu bulă a fost o mare realizare pentru momentul respectiv. Se înlocuiau cu succes variantele clasice: furtun de nivel, sfoara etc.
Practic o nivelă cu bulă este cu atât mai bună cu cât precizia acesteia este mai bună. Dar nu este suficient, trebuie ca această precizie să rămână constantă, sau să se modifice ușor în interacțiunile cu factori perturbatori: șocuri, radiațiile UV, câmpuri electrostatice etc.
Firma germană Stabila , oferă o soluție la toate aceste probleme: sistem de fixarea bulei patentat, care determina o așezare a modulului respectiv in corpul nivelei, fiind în contact direct cu toți pereții secțiunii prin intermediul unor rășini cu uscare rapidă. Astfel folosind aparate de ultimă generație, se reglează poziția, și se „blochează precizia”. Rezultă astfel o precizie de 0,5 mm/m constantă pe o perioadă lungă de timp.
Calitatea lichidului din fiola cu bulă, determina o „decolorare” mai redusă, de asemenea nu se încarcă electrostatic.
Se folosea nivela cu bulă de aer. Aceasta a fost construită din ce în ce mai lungă pentru a satisface nevoile reale. Totuși, costurile creșteau destul de mult. A fost montat un dispozitiv in corpul nivelei, care perfect aliniat cu suprafața de măsurare, să transmita, având o abatere rezonabilă, de obicei aceeași cu precizia suportului inițial. Acest dispozitiv, proiecta un fascicul laser care la intersecția cu prima suprafață compactă este vizibil sub forma unui punct. 
Astfel a fost o rezolvare partială a nevoilor.
Era nevoie ca odată reglată nivela sa poata fi transmise cotele nu numai pe o linie ci și de jur-imprejur.
Inovația nu s-a lăsat mult așteptată: o suprafata plana, care se putea regla cu ajutorul a 2 sau 3 șuruburi, asigurându-se orizontalitatea acesteia. Astfel nivela putea fi folosită și de jur împrejur sub un unghi de 360°.
Ca de fiecare dată, s-au stabilit limitele: funcționarea doar in planul orizontal (nivel). Au aparut mai multe tendinte: 
- montarea peste orificiu de emisie a fasciculului laser a unei prisme, care in funcție de tip, fie transmitea in 90 grade fascicului, combinat. Există chiar modele care transforma punctul in linie orizontală sau verticală, insă acestea sunt pentru utilizare mai mult hobby
- montarea din construcție a unei lentile care făcea ca laserul să devină o linie. Nivele laser cu linie - Avantaje: cost redus, linie vizibilă, precizie buna datorita fixarii. Dezavantaje: vizibilitatea mai scăzută in condiții de lumină sau în exterior - energia concentrată în punctul laser este disipată pe lungimea liniei  
- montarea mai multor emisii laser: nivele laser cu mai multe puncte, pe diferite axe, sau unghiuri
- montarea unui motoraș care rotește prisma cu diferite viteze, determinând astfel linii vizibile în interior si in exterior combinate cu dispozitive electronice cu afișaj și avertizor sonor care pot determina cu exactitate poziția planului determinat de rotirea prismei: Nivele laser rotative
Apoi tehnologia și-a spus cuvântul: autoreglare (autocalare) automată cu ajutorul unui pendul sau servomotorașe, telecomenzi de control etc.

## Nivelă cu laser rotativ

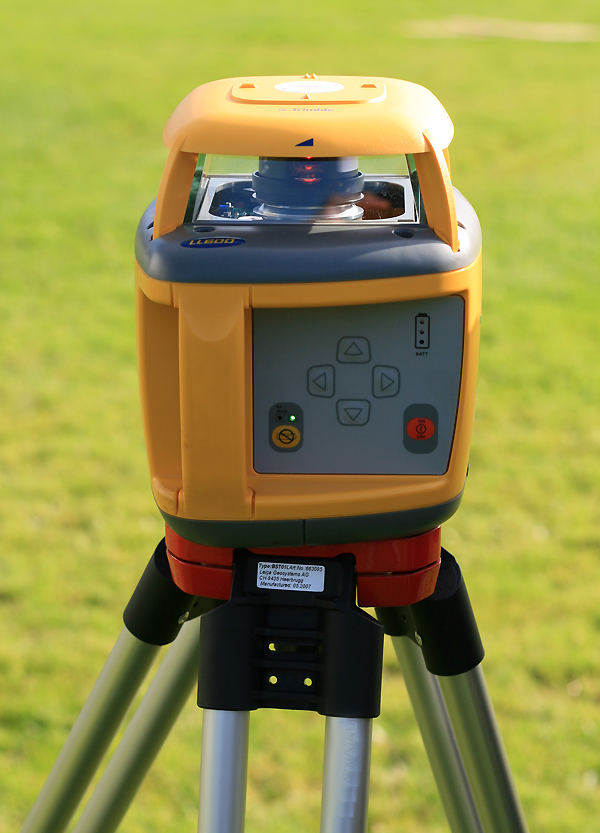
Un laser rotativ.

Curent este denumit „laser rotativ”. Este utilizat fixat pe un trepied. Un asemenea aparat începe prin a se pune la nivel mulțumită unui sistem de maselotă și pendul. Apoi el emite încontinuu un fascicul laser în rotație permanentă, care permite să se vizualizeze un plan orizontal de referință.
Modelele cele mai simple nu vizualizează astfel decât un singur plan. Prin simpla diferență cu acest plan, utilizatorul determină celelalte planuri orizontale de care are nevoie. Alte modele permit vizualizarea directă a mai multor planuri orizontale.
Pe de altă parte unele nivele cu laser sunt „cu o pantă”, ceea ce înseamnă că după ce au fost orientate după o axă, se poate înclina planul descris de laser în sensul axei. Cele mai elaborate sunt „cu două pante”, ceea ce înseamnă că se pot regla și înclinat. Aceste aparate sunt și „automate”.
Folosirea acestor aparate poate, în sfârșit, să fie completată printr-un accesoriu electronic care se fixează pe o miră. Este prevăzut cu un receptor care detectează când este lovit de raza laser, și care indică printr-un senal vizual și sonor dacă reperul reglat de operator este deasupra sau dedesubtul laserului. A fost inventat în 1960.

## Laser de aliniere
Un „laser de aliniere” este utilizat pentru realizarea lucrărilor rectilinii, îndeosebi pentru canalizarea apelor pluviale sau a apelor uzate. Se așează pe un element în construcție sau pe un plan fix; punerea la punct este ușurată când este echipat cu o telecomandă care permite modificare reglajului de pantă, dar mai ales al alinierii.

## Alte nivele cu laser

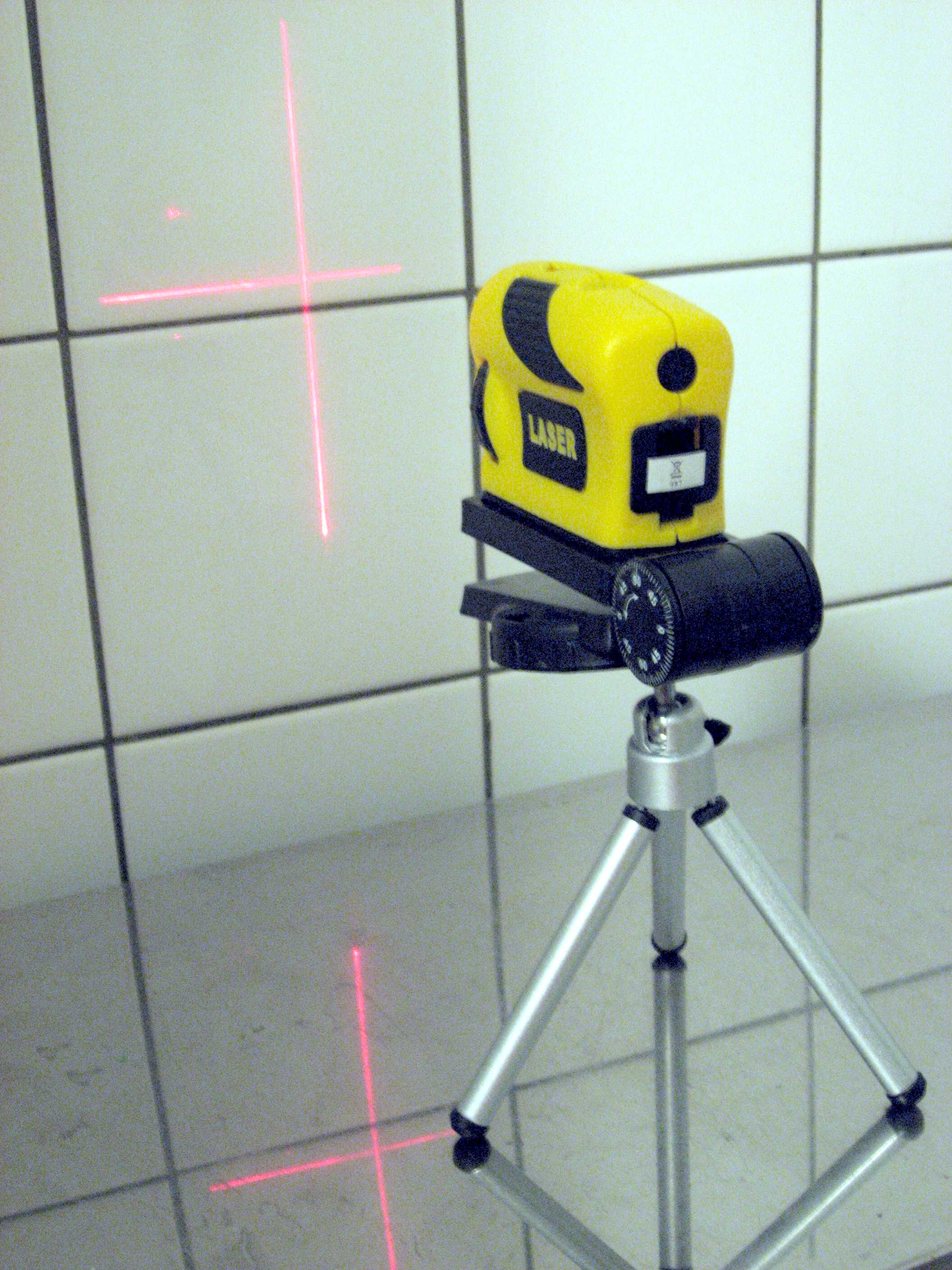
O mică nivelă cu laser pentru alinierea unor elemente de amenajare interioară

Unele aparate laser sunt adaptate pentru ghidarea unei unelte și pentru determinarea unor alinieri în lucrări de amenajări și decorări. În acest caz, o diodă laser, având cost scăzut, este asociată unei lentile cilindrice pentru formarea unui plan iluminat. Verticalitatea ansamblului este asigurată de o nivelă cu bulă de aer.